# Circulate
Circulate är ett album av Neil Sedaka, utgivet 1961 på skivbolaget RCA och det är producerat av Al Nevins och Don Kirshner. 
På det här albumet sjunger Sedaka (numera) gamla standards från 1930-talet - 1950-talet.
När albumet återutgavs på CD 1995 fanns albumet Rock With Sedaka från 1959 på samma skiva.

## Låtlista
Singelplacering i Billboard inom parentes. Listplacering i England=UK
1. Circulate (Neil Sedaka/Howard Greenfield)
2. Smile (Charlie Chaplin/Geoff Parsons/John Turner)
3. Nothing Ever Changes My Love For You (Marvin Fisher/Jack Segal)
4. All The Way (Sammy Cahn/Jimmy Van Heusen)
5. We Kiss In A Shadow (Oscar Hammerstein II/Richard Rodgers)
6. Bess You Is My Woman Now (Ira Gershwin/George Gershwin/Dubose Heyward)
7. Look To The Rainbow (E.Y. "Yip" Harburg/Burton Lane)
8. Everything Happens To Me (Tom Adair/Matt Dennis)
9. A Felicidade (Vinicius de Moraes/Antonio Carlos Jobim)
10. Angel Eyes (Earl Brent/Matt Dennis)
11. I Found My World In You (Neil Sedaka/Howard Greenfield)
12. You Took Advantage Of Me (Lorenz Hart/Richard Rodgers)